# BUBBLEGUM VIKING
BUBBLEGUM VIKING（バブルガム バイキング）は、STANCE PUNKSの4thアルバム。2006年11月15日発売。

## 収録曲＆解説
1. Waving a vig flag in the wind
作詞・作曲：不明
2. モンキーセブンティーン
作詞・作曲：不明
2006年3月よりインターネットで配信された限定シングル。
3. 100の大脱走
作詞・作曲：不明
4. シャロルはブルー
作詞・作曲：不明
2006年5月に発売された7thシングル。
5. キンズバーグ
作詞・作曲：不明
6. LET IT ROCK 
作詞・作曲：不明
2006年8月に発売された8thシングル。
7. 星の落としもの
作詞・作曲：不明
8. パーティーはいらない（本編）
作詞・作曲：不明
9. チェインスター
作詞・作曲：不明
10. ディンゴ
作詞・作曲：不明
11. 地獄の海賊船 
作詞・作曲：不明
12. 夜の飛行船 
作詞・作曲：不明